# Sócrates
Sócrates Brasileiro Sampaio de Souza Vieira de Oliveira, meglio noto come Sócrates (Belém, 19 febbraio 1954 – San Paolo, 4 dicembre 2011), è stato un calciatore brasiliano, di ruolo centrocampista.
Considerato come uno dei migliori centrocampisti della sua generazione, con la nazionale brasiliana fu finalista nella Copa América 1983 tenutasi in diverse città sudamericane. Fu capitano ai mondiali del 1982.
Nel marzo del 2004 fu inserito, dal connazionale Pelé, all'interno del FIFA 100, una speciale classifica che include i più grandi calciatori della storia viventi al momento della stesura.

## Biografia
Il padre Raimundo, sebbene avesse studiato poco, era un autodidatta e appassionato di lettura e filosofia. Anche il fratello minore Raí è stato un campione brasiliano. In seguito alla sua nascita, la famiglia si trasferisce a Ribeirão Preto. Il padre lo chiama come il filosofo greco dopo aver letto La Repubblica di Platone e lo manda a scuola e all'Universidade de São Paulo, permettendogli di laurearsi in medicina. Inizialmente Sócrates non esercita la professione, preferendo l'attività di calciatore. Durante la sua esperienza in Italia, un quotidiano lo soprannominò «Il dottor Guevara del futebol». Per la sua laurea era soprannominato anche solo dottore.

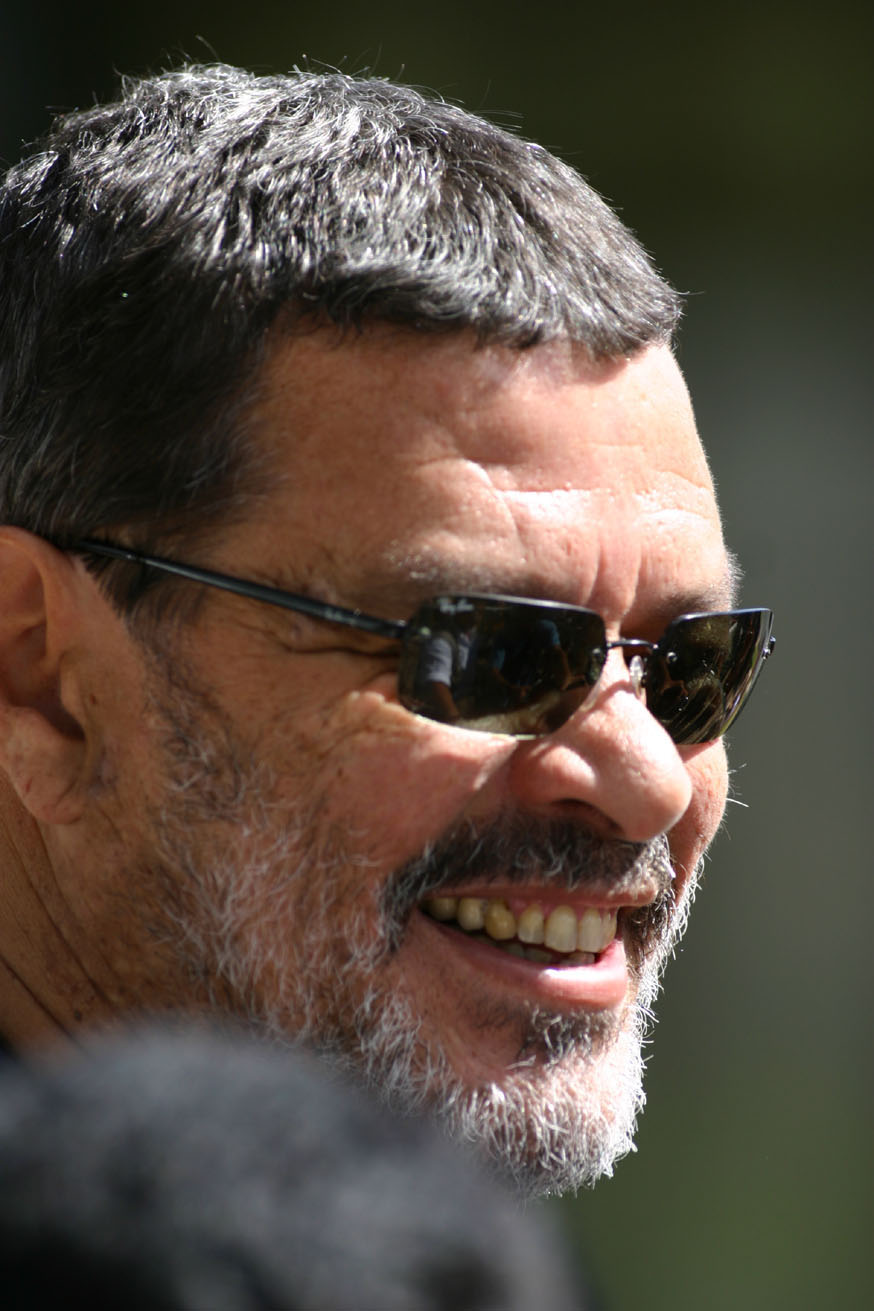
Sócrates nel 2005

Negli anni della dittatura in Brasile, coi compagni di squadra del Corinthians promosse un esperimento di organizzazione della squadra su basi non gerarchiche, passato alla storia come Democrazia corinthiana. L'impatto simbolico di questa scelta, insieme alle scritte a favore della democrazia che i giocatori esibivano in campo sulle magliette, fu notevole, e la Democrazia corinthiana è ancora oggi ricordata in Brasile come una delle più importanti forme di resistenza messe in atto durante il governo dei militari.
Ritiratosi dal calcio nel 1988, inizia la carriera da medico a Ribeirão Preto, svolgendo inoltre anche l'attività di commentatore sportivo per la tv brasiliana, oltre a incidere un disco, a fare l'impresario teatrale e ad avvicinarsi anche alla politica.
Nel corso del 2011 Sócrates è ricoverato più volte in ospedale per disturbi all'apparato digerente e intestinale causati dall'abuso di alcol e sfociati poi, a settembre, in un'emorragia intestinale complicata da una cirrosi epatica in atto. Il 3 dicembre è ricoverato nuovamente a causa di un'infezione intestinale che ne provoca la morte il giorno dopo: Sócrates, che ha accusato un malore dopo una cena, è tenuto in vita da un respiratore artificiale; il decesso avviene all'ospedale Albert Einstein di San Paolo alle 4.30 ore brasiliana, a causa di uno shock settico.
Sócrates, che nel 1983 aveva dichiarato di voler «morire di domenica, nel giorno in cui il Corinthians vince il titolo», scomparve proprio nella domenica in cui il Corinthians si sarebbe laureato campione nazionale; al triplice fischio della gara con il Palmeiras, migliaia di tifosi hanno omaggiato il "Dottore" andando in pellegrinaggio sulla sua tomba.

## Caratteristiche tecniche
Centrocampista longilineo propenso alla manovra e dotato di una visione del gioco notevole, era anche un ottimo realizzatore, dal tiro potente ed estremamente preciso. La sua abilità nel palleggio gli consentiva di eccellere nelle verticalizzazioni, negli inserimenti da dietro e nei colpi di testa e di tacco.
Caratterialmente, era un eccentrico ribelle. Autodichiaratosi «uomo di sinistra e anticapitalista», era fautore dell'autogestione dei calciatori, che parzialmente gli riuscì nel periodo in cui giocava al Corinthians, noto come democrazia corinthiana. Proprio per il suo carattere, tuttavia, non legò con l'ambiente italiano e non si integrò con il gruppo della Fiorentina, malgrado fosse entusiasta all'idea di giocare in Italia.

## Carriera

### Club
(Pelè)
Iniziò la sua carriera sportiva nel Botafogo di Ribeirão Preto nel 1974.
Dal 1978 al 1984 militò poi nel Corinthians, di cui fu anche capitano. In questa veste si rese protagonista di un curioso caso di autogestione dei calciatori, noto come democrazia corinthiana: per tre anni, i giocatori rifiutarono l'autorità dell'allenatore e, al motto «essere campioni è un dettaglio», preferirono allenarsi da soli, votando ogni scelta, coinvolgendo però anche tutto lo staff tecnico. Nel contesto politico del Brasile, allora sotto una dittatura militare, questa situazione ebbe un impatto molto importante sui tifosi e sulla popolazione.
Finita l'esperienza democratica, nel 1984 venne acquistato dalla Fiorentina per 5,3 miliardi di lire e gli fu riconosciuto un ingaggio astronomico di oltre un miliardo a stagione, una villa sulla collina di Fiesole, due automobili a disposizione, diciotto biglietti aerei all'anno per tornare in Brasile, la scuola per i quattro figli ed un corso di specializzazione in ortopedia. Il giocatore, nonostante le grandi aspettative dei tifosi, deluse le attese, dimostrandosi troppo lento per il gioco della squadra. Dopo la prima rete, segnata alla quarta giornata nel 5-0 interno contro l'Atalanta, ne seguirono altre cinque (l'ultima a Bergamo a febbraio) in campionato, una in Coppa Italia e due in Uefa, senza riuscire a evitare la pesante sconfitta a opera dell'Anderlecht. Nonostante avesse un contratto per altre due stagioni, ritornò in Brasile già nell'estate successiva nel 1985, prima al Flamengo e poi al Santos, dove chiuse la carriera nel 1988.

Sócrates (a destra) durante una pausa d'allenamento con i viola nel 1984, assieme all'argentino Passarella e all'italiano Gentile

Nel 2004 tornò in campo a cinquant'anni per giocare con il Garforth Town, squadra dilettantistica inglese di decima serie, resa nota a livello mondiale proprio da quella fugace apparizione del campione brasiliano. Con questa compagine giocò un solo incontro chiudendo il campionato al secondo posto.

### Nazionale
Sócrates disputò 60 gare in Nazionale, realizzando 22 reti. Fu il capitano della sua squadra ai Mondiali 1982, in cui segnò una rete contro l'Italia nella partita, persa per 3-2 e ricordata come tragedia del Sarriá, che eliminò i verdeoro dalla competizione al secondo turno. Partecipò anche al torneo del 1986, dove il Brasile fu eliminato dalla Francia nei quarti di finale. Segnò una rete alla Spagna nella prima fase e alla Polonia (su rigore) negli ottavi. Alla lotteria dei rigori contro i transalpini fallì il primo dei suoi.
In due edizioni consecutive della Copa América (1979 e 1983), ottenne un terzo e un secondo posto.

## Statistiche
Statistiche aggiornate al termine della carriera.

### Presenze e reti nei club
| Stagione           | Squadra            | Campionato         | Campionato | Campionato | Coppe nazionali | Coppe nazionali | Coppe nazionali | Coppe continentali | Coppe continentali | Coppe continentali | Altre coppe | Altre coppe | Altre coppe | Totale | Totale | Totale |
| Stagione           | Squadra            | Comp               | Pres       | Reti       | Comp            | Pres            | Reti            | Comp               | Pres               | Reti               | Comp        | Pres        | Reti        | Pres   | Reti   |        |
| ------------------ | ------------------ | ------------------ | ---------- | ---------- | --------------- | --------------- | --------------- | ------------------ | ------------------ | ------------------ | ----------- | ----------- | ----------- | ------ | ------ | ------ |
| 1974               | Botafogo-SP        | A1/SP              | 12         | 12         | -               | -               | -               | -                  | -                  | -                  | -           | -           | -           | 12     | 12     |        |
| 1975               | Botafogo-SP        | A1/SP              | 7          | 7          | -               | -               | -               | -                  | -                  | -                  | -           | -           | -           | 7      | 7      |        |
| 1976               | Botafogo-SP        | A1/SP+A            | 15+19      | 15+5       | -               | -               | -               | -                  | -                  | -                  | -           | -           | -           | 34     | 20     |        |
| 1977               | Botafogo-SP        | A1/SP+A            | 17+16      | 17+9       | -               | -               | -               | -                  | -                  | -                  | -           | -           | -           | 33     | 26     |        |
| 1978               | Botafogo-SP        | A                  | 22         | 10         | -               | -               | -               | -                  | -                  | -                  | -           | -           | -           | 22     | 10     |        |
| 1978               | Corinthians        | A1/SP              | 25         | 11         | -               | -               | -               | -                  | -                  | -                  | -           | -           | -           | 25     | 11     |        |
| 1979               | Corinthians        | A1/SP              | 46         | 21         | -               | -               | -               | -                  | -                  | -                  | -           | -           | -           | 46     | 21     |        |
| 1980               | Corinthians        | A1/SP+A            | 30+16      | 16+13      | -               | -               | -               | -                  | -                  | -                  | -           | -           | -           | 46     | 29     |        |
| 1981               | Corinthians        | A1/SP+A            | 36+1       | 22+1       | -               | -               | -               | -                  | -                  | -                  | -           | -           | -           | 37     | 23     |        |
| 1982               | Corinthians        | A1/SP+A+B          | 35+9+2     | 18+5+1     | -               | -               | -               | -                  | -                  | -                  | -           | -           | -           | 46     | 24     |        |
| 1983               | Corinthians        | A1/SP+A            | 32+20      | 21+15      | -               | -               | -               | -                  | -                  | -                  | -           | -           | -           | 52     | 36     |        |
| 1984               | Corinthians        | A                  | 13         | 7          | -               | -               | -               | -                  | -                  | -                  | -           | -           | -           | 13     | 7      |        |
| Totale Corinthians | Totale Corinthians | Totale Corinthians | 204+61     | 109+42     |                 | -               | -               |                    | -                  | -                  |             | -           | -           | 265    | 151    |        |
| 1984-1985          | Fiorentina         | A                  | 25         | 6          | CI              | 4               | 1               | CU                 | 4                  | 2                  | -           | -           | -           | 33     | 9      |        |
| 1986               | Flamengo           | A/RJ+A             | 1+11       | 0+3        | -               | -               | -               | -                  | -                  | -                  | -           | -           | -           | 12     | 3      |        |
| 1987               | Flamengo           | A/RJ               | 1          | 0          | -               | -               | -               | -                  | -                  | -                  | -           | -           | -           | 1      | 0      |        |
| Totale Flamengo    | Totale Flamengo    | Totale Flamengo    | 2+11       | 0+3        |                 | -               | -               |                    | -                  | -                  |             | -           | -           | 13     | 3      |        |
| 1988               | Santos             | A1/SP+A            | 18+5       | 5+2        | -               | -               | -               | -                  | -                  | -                  | -           | -           | -           | 23     | 7      |        |
| 1989               | Santos             | A1/SP              | 20         | 5          | -               | -               | -               | -                  | -                  | -                  | -           | -           | -           | 20     | 5      |        |
| Totale Santos      | Totale Santos      | Totale Santos      | 38+5       | 10+2       |                 | -               | -               |                    | -                  | -                  |             | -           | -           | 43     | 12     |        |
| 1989               | Botafogo-SP        | B                  | 6          | 0          | -               | -               | -               | -                  | -                  | -                  | -           | -           | -           | 6      | 0      |        |
| Totale Botafogo-SP | Totale Botafogo-SP | Totale Botafogo-SP | 63+51      | 24+51      |                 | -               | -               |                    | -                  | -                  |             | -           | -           | 114    | 75     |        |
| 2004-2005          | Garforth Town      | NCE1               | 1          | 0          | -               | -               | -               | -                  | -                  | -                  | -           | -           | -           | 1      | 0      |        |
| Totale carriera    | Totale carriera    | Totale carriera    | 461        | 247        |                 | 4               | 1               |                    | 4                  | 2                  |             | -           | -           | 469    | 250    |        |

### Cronologia presenze e reti in nazionale
| Cronologia completa delle presenze e delle reti in nazionale ― Brasile | Cronologia completa delle presenze e delle reti in nazionale ― Brasile | Cronologia completa delle presenze e delle reti in nazionale ― Brasile | Cronologia completa delle presenze e delle reti in nazionale ― Brasile | Cronologia completa delle presenze e delle reti in nazionale ― Brasile | Cronologia completa delle presenze e delle reti in nazionale ― Brasile | Cronologia completa delle presenze e delle reti in nazionale ― Brasile | Cronologia completa delle presenze e delle reti in nazionale ― Brasile |
| Data                                                                   | Città                                                                  | In casa                                                                | Risultato                                                              | Ospiti                                                                 | Competizione                                                           | Reti                                                                   | Note                                                                   |
| ---------------------------------------------------------------------- | ---------------------------------------------------------------------- | ---------------------------------------------------------------------- | ---------------------------------------------------------------------- | ---------------------------------------------------------------------- | ---------------------------------------------------------------------- | ---------------------------------------------------------------------- | ---------------------------------------------------------------------- |
| 17-5-1979                                                              | Rio de Janeiro                                                         | Brasile                                                                | 6 – 0                                                                  | Paraguay                                                               | Amichevole                                                             | -                                                                      |                                                                        |
| 31-5-1979                                                              | Rio de Janeiro                                                         | Brasile                                                                | 5 – 1                                                                  | Uruguay                                                                | Amichevole                                                             | 2                                                                      |                                                                        |
| 16-8-1979                                                              | San Paolo                                                              | Brasile                                                                | 2 – 0                                                                  | Bolivia                                                                | Coppa America 1979 - 1º turno                                          | -                                                                      |                                                                        |
| 23-8-1979                                                              | Buenos Aires                                                           | Argentina                                                              | 2 – 2                                                                  | Brasile                                                                | Coppa America 1979 - 1º turno                                          | 2                                                                      |                                                                        |
| 24-10-1979                                                             | Asunción                                                               | Paraguay                                                               | 2 – 1                                                                  | Brasile                                                                | Coppa America 1979 - Semifinale                                        | -                                                                      |                                                                        |
| 31-10-1979                                                             | Rio de Janeiro                                                         | Brasile                                                                | 2 – 2                                                                  | Paraguay                                                               | Coppa America 1979 - Semifinale                                        | 1                                                                      |                                                                        |
| 8-6-1980                                                               | Rio de Janeiro                                                         | Brasile                                                                | 2 – 0                                                                  | Messico                                                                | Amichevole                                                             | -                                                                      | cap. 46’                                                               |
| 15-6-1980                                                              | Rio de Janeiro                                                         | Brasile                                                                | 1 – 2                                                                  | Unione Sovietica                                                       | Amichevole                                                             | -                                                                      | cap. 78’                                                               |
| 24-6-1980                                                              | Belo Horizonte                                                         | Brasile                                                                | 2 – 1                                                                  | Cile                                                                   | Amichevole                                                             | -                                                                      | cap.                                                                   |
| 29-6-1980                                                              | San Paolo                                                              | Brasile                                                                | 1 – 1                                                                  | Polonia                                                                | Amichevole                                                             | -                                                                      | cap. 65’                                                               |
| 27-8-1980                                                              | Fortaleza                                                              | Brasile                                                                | 1 – 0                                                                  | Uruguay                                                                | Amichevole                                                             | -                                                                      | cap.                                                                   |
| 25-9-1980                                                              | Asunción                                                               | Paraguay                                                               | 1 – 2                                                                  | Brasile                                                                | Amichevole                                                             | -                                                                      | cap.                                                                   |
| 30-10-1980                                                             | Goiânia                                                                | Brasile                                                                | 6 – 0                                                                  | Paraguay                                                               | Amichevole                                                             | 1                                                                      | cap.                                                                   |
| 21-12-1980                                                             | Cuiabá                                                                 | Brasile                                                                | 2 – 0                                                                  | Svizzera                                                               | Amichevole                                                             | 1                                                                      | cap.                                                                   |
| 4-1-1981                                                               | Montevideo                                                             | Argentina                                                              | 1 – 1                                                                  | Brasile                                                                | Copa de Oro                                                            | -                                                                      | cap.                                                                   |
| 7-1-1981                                                               | Montevideo                                                             | Germania Ovest                                                         | 1 – 4                                                                  | Brasile                                                                | Copa de Oro                                                            | -                                                                      | cap.                                                                   |
| 10-1-1981                                                              | Montevideo                                                             | Uruguay                                                                | 2 – 1                                                                  | Brasile                                                                | Copa de Oro                                                            | 1                                                                      | cap.                                                                   |
| 1-2-1981                                                               | Bogotà                                                                 | Colombia                                                               | 1 – 1                                                                  | Brasile                                                                | Amichevole                                                             | -                                                                      | cap.                                                                   |
| 14-2-1981                                                              | Quito                                                                  | Ecuador                                                                | 0 – 6                                                                  | Brasile                                                                | Amichevole                                                             | 2                                                                      | cap.                                                                   |
| 22-2-1981                                                              | La Paz                                                                 | Bolivia                                                                | 1 – 2                                                                  | Brasile                                                                | Qual. Mondiali 1982                                                    | 1                                                                      | cap.                                                                   |
| 14-3-1981                                                              | Ribeirão Preto                                                         | Brasile                                                                | 2 – 1                                                                  | Cile                                                                   | Amichevole                                                             | -                                                                      | cap.                                                                   |
| 22-3-1981                                                              | Rio de Janeiro                                                         | Brasile                                                                | 3 – 1                                                                  | Bolivia                                                                | Qual. Mondiali 1982                                                    | -                                                                      | cap.                                                                   |
| 29-3-1981                                                              | Goiânia                                                                | Brasile                                                                | 5 – 0                                                                  | Venezuela                                                              | Qual. Mondiali 1982                                                    | 1                                                                      | cap.                                                                   |
| 12-5-1981                                                              | Londra                                                                 | Inghilterra                                                            | 0 – 1                                                                  | Brasile                                                                | Amichevole                                                             | -                                                                      | cap.                                                                   |
| 15-5-1981                                                              | Parigi                                                                 | Francia                                                                | 1 – 3                                                                  | Brasile                                                                | Amichevole                                                             | 1                                                                      | cap. 78’                                                               |
| 19-5-1981                                                              | Stoccarda                                                              | Germania Est                                                           | 1 – 2                                                                  | Brasile                                                                | Amichevole                                                             | -                                                                      | cap.                                                                   |
| 8-7-1981                                                               | Salvador                                                               | Brasile                                                                | 1 – 0                                                                  | Spagna                                                                 | Amichevole                                                             | -                                                                      | cap.                                                                   |
| 26-8-1981                                                              | Santiago del Cile                                                      | Cile                                                                   | 0 – 0                                                                  | Brasile                                                                | Amichevole                                                             | -                                                                      | cap.                                                                   |
| 28-10-1981                                                             | Porto Alegre                                                           | Brasile                                                                | 3 – 0                                                                  | Bulgaria                                                               | Amichevole                                                             | -                                                                      | cap.                                                                   |
| 3-3-1982                                                               | San Paolo                                                              | Brasile                                                                | 1 – 1                                                                  | Cecoslovacchia                                                         | Amichevole                                                             | -                                                                      | cap.                                                                   |
| 5-5-1982                                                               | São Luis                                                               | Brasile                                                                | 3 – 1                                                                  | Portogallo                                                             | Amichevole                                                             | -                                                                      | cap. 80’                                                               |
| 19-5-1982                                                              | Recife                                                                 | Brasile                                                                | 1 – 1                                                                  | Svizzera                                                               | Amichevole                                                             | -                                                                      | cap. 63’                                                               |
| 27-5-1982                                                              | Uberlândia                                                             | Brasile                                                                | 7 – 0                                                                  | Irlanda                                                                | Amichevole                                                             | 2                                                                      | cap.                                                                   |
| 14-6-1982                                                              | Siviglia                                                               | Brasile                                                                | 2 – 1                                                                  | Unione Sovietica                                                       | Mondiali 1982 - 1º turno                                               | 1                                                                      | cap.                                                                   |
| 18-6-1982                                                              | Siviglia                                                               | Brasile                                                                | 4 – 1                                                                  | Scozia                                                                 | Mondiali 1982 - 1º turno                                               | -                                                                      | cap.                                                                   |
| 23-6-1982                                                              | Siviglia                                                               | Brasile                                                                | 4 – 0                                                                  | Nuova Zelanda                                                          | Mondiali 1982 - 1º turno                                               | -                                                                      | cap.                                                                   |
| 2-7-1982                                                               | Barcellona                                                             | Argentina                                                              | 1 – 3                                                                  | Brasile                                                                | Mondiali 1982 - 2º turno                                               | -                                                                      | cap.                                                                   |
| 5-7-1982                                                               | Barcellona                                                             | Italia                                                                 | 3 – 2                                                                  | Brasile                                                                | Mondiali 1982 - 2º turno                                               | 1                                                                      | cap.                                                                   |
| 28-4-1983                                                              | Rio de Janeiro                                                         | Brasile                                                                | 3 – 2                                                                  | Cile                                                                   | Amichevole                                                             | -                                                                      | cap.                                                                   |
| 8-6-1983                                                               | Coimbra                                                                | Portogallo                                                             | 0 – 4                                                                  | Brasile                                                                | Amichevole                                                             | 1                                                                      | cap.                                                                   |
| 12-6-1983                                                              | Cardiff                                                                | Galles                                                                 | 1 – 1                                                                  | Brasile                                                                | Amichevole                                                             | -                                                                      | cap.                                                                   |
| 17-6-1983                                                              | Basilea                                                                | Svizzera                                                               | 1 – 2                                                                  | Brasile                                                                | Amichevole                                                             | 1                                                                      | cap.                                                                   |
| 22-6-1983                                                              | Göteborg                                                               | Svezia                                                                 | 3 – 3                                                                  | Brasile                                                                | Amichevole                                                             | -                                                                      | cap.                                                                   |
| 28-7-1983                                                              | Santiago del Cile                                                      | Cile                                                                   | 0 – 0                                                                  | Brasile                                                                | Amichevole                                                             | -                                                                      | cap.                                                                   |
| 14-9-1983                                                              | Goiânia                                                                | Brasile                                                                | 0 – 0                                                                  | Argentina                                                              | Coppa America 1983 - 1º turno                                          | -                                                                      | cap.                                                                   |
| 4-11-1983                                                              | Salvador de Bahia                                                      | Brasile                                                                | 1 – 1                                                                  | Uruguay                                                                | Coppa America 1983 - Finale                                            | -                                                                      | cap.                                                                   |
| 2-6-1985                                                               | Santa Cruz de la Sierra                                                | Bolivia                                                                | 0 – 2                                                                  | Brasile                                                                | Qual. Mondiali 1986                                                    | -                                                                      |                                                                        |
| 8-6-1985                                                               | Porto Alegre                                                           | Brasile                                                                | 3 – 1                                                                  | Cile                                                                   | Amichevole                                                             | -                                                                      | Uscita                                                                 |
| 16-6-1985                                                              | Asunción                                                               | Paraguay                                                               | 0 – 2                                                                  | Brasile                                                                | Qual. Mondiali 1986                                                    | -                                                                      |                                                                        |
| 23-6-1985                                                              | Rio de Janeiro                                                         | Brasile                                                                | 1 – 1                                                                  | Paraguay                                                               | Qual. Mondiali 1986                                                    | 1                                                                      |                                                                        |
| 30-6-1985                                                              | San Paolo                                                              | Brasile                                                                | 1 – 1                                                                  | Bolivia                                                                | Qual. Mondiali 1986                                                    | -                                                                      |                                                                        |
| 12-3-1986                                                              | Francoforte sul Meno                                                   | Germania Ovest                                                         | 2 – 0                                                                  | Brasile                                                                | Amichevole                                                             | -                                                                      |                                                                        |
| 1-4-1986                                                               | São Luís                                                               | Brasile                                                                | 4 – 0                                                                  | Perù                                                                   | Amichevole                                                             | -                                                                      | 46’                                                                    |
| 17-4-1986                                                              | Brasilia                                                               | Brasile                                                                | 3 – 0                                                                  | Finlandia                                                              | Amichevole                                                             | -                                                                      | 79’                                                                    |
| 7-5-1986                                                               | Curitiba                                                               | Brasile                                                                | 1 – 1                                                                  | Cile                                                                   | Amichevole                                                             | -                                                                      | 46’                                                                    |
| 1-6-1986                                                               | Guadalajara                                                            | Spagna                                                                 | 0 – 1                                                                  | Brasile                                                                | Mondiali 1986 - 1º turno                                               | 1                                                                      |                                                                        |
| 6-6-1986                                                               | Guadalajara                                                            | Algeria                                                                | 0 – 1                                                                  | Brasile                                                                | Mondiali 1986 - 1º turno                                               | -                                                                      |                                                                        |
| 12-6-1986                                                              | León                                                                   | Brasile                                                                | 3 – 0                                                                  | Irlanda del Nord                                                       | Mondiali 1986 - 1º turno                                               | 2                                                                      | 67’                                                                    |
| 16-6-1986                                                              | Guadalajara                                                            | Brasile                                                                | 4 – 0                                                                  | Polonia                                                                | Mondiali 1986 - Ottavi di finale                                       | 1                                                                      | 69’                                                                    |
| 21-6-1986                                                              | Guadalajara                                                            | Brasile                                                                | 1 – 1 dts (3 – 4 dtr)                                                  | Francia                                                                | Mondiali 1986 - Quarti di finale                                       | -                                                                      |                                                                        |
| Totale                                                                 |                                                                        | Presenze                                                               | 60                                                                     |                                                                        | Reti                                                                   | 22                                                                     |                                                                        |

## Palmarès

### Club
- Campionato paulista: 3

Corinthians: 1979, 1982, 1983

### Individuale
- Calciatore sudamericano dell'anno: 1

1983
- Calciatore sudamericano dell'anno secondo la rivista "El Grafico": 1

1983
- Inserito nel FIFA 100 (2004)
- Candidato al Dream Team del Pallone d'oro (2020)